# Altes Bollwerk 8 (Ueckermünde)

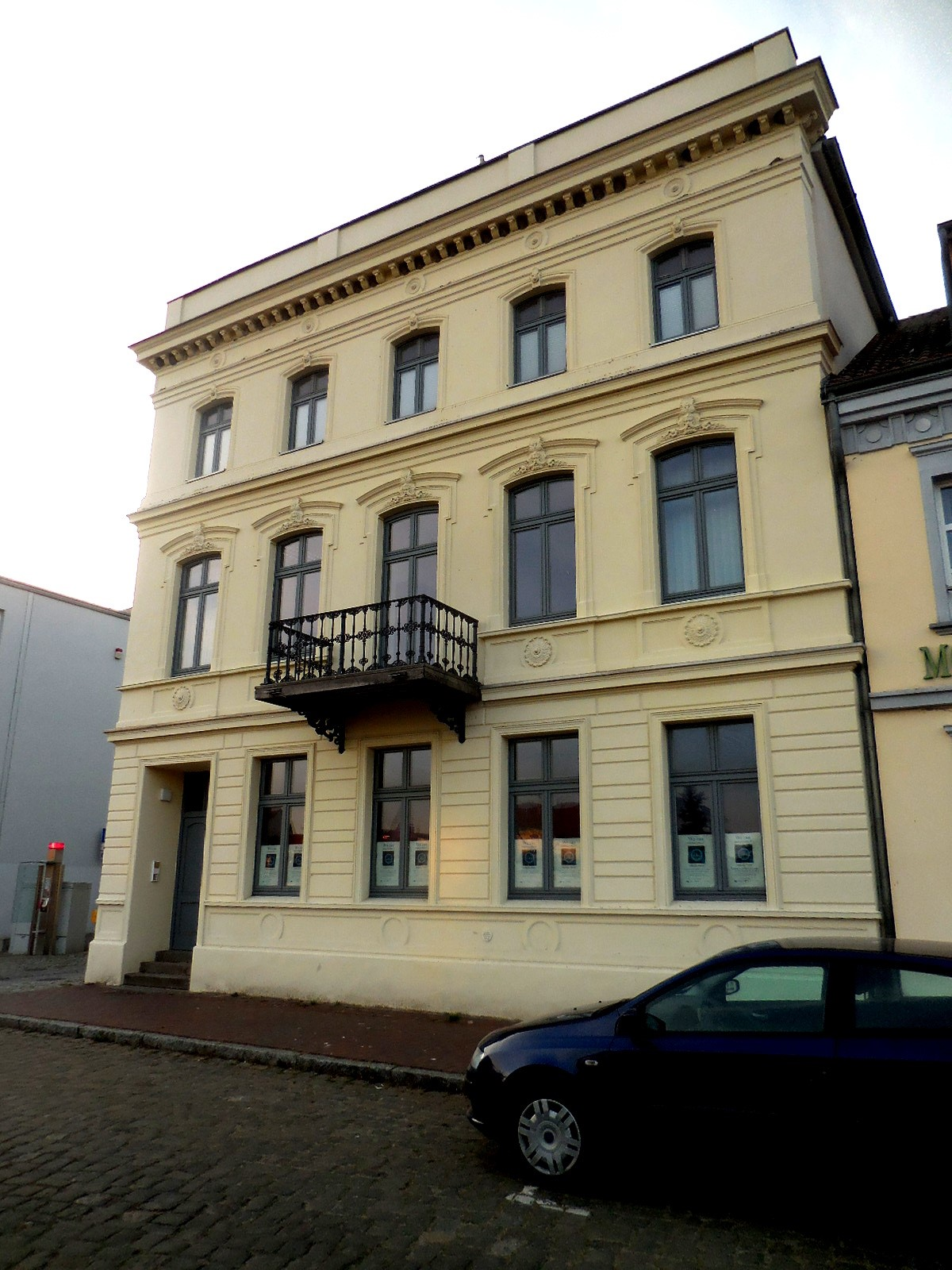

Das Wohn- und Bürohaus Altes Bollwerk 8 in Ueckermünde (Mecklenburg-Vorpommern) an der Uecker stammt aus dem 19. Jahrhundert. 
Das Gebäude steht unter Denkmalschutz.

## Geschichte
Die Stadt Ueckermünde mit 8472 Einwohnern (2020) wurde 1178 als Ucramund erstmals erwähnt.

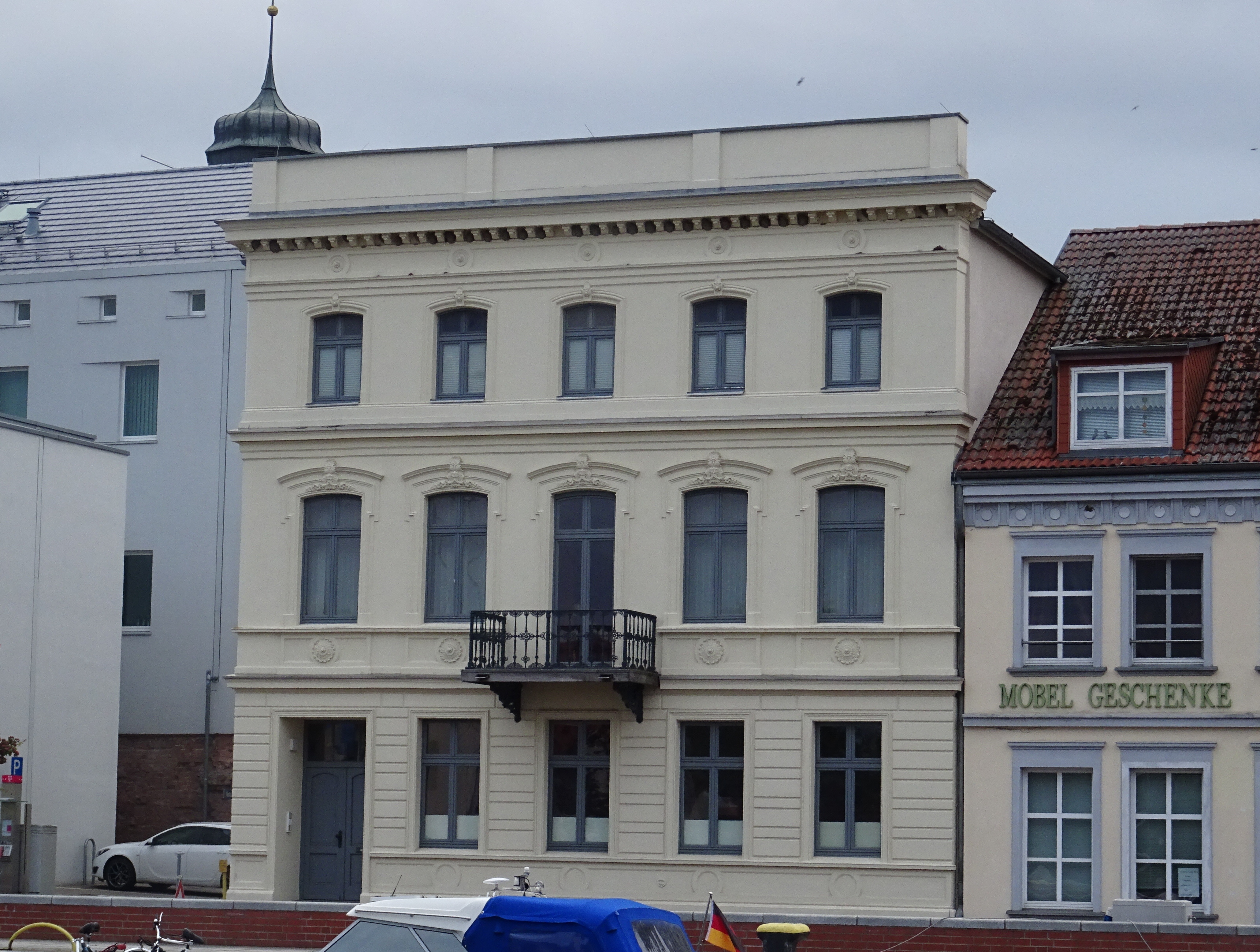

Das dreigeschossige historisierende Gebäude mit dem markanten Balkon und dem verzierten Kraggesims wurde direkt am Stadthafen gebaut. Das Haus wurde 2000 saniert und umgebaut. Heute (2021) sind hier Wohnungen, Büros und Kanzleien.